# Кипець Біберштайна
Кипець Біберштайна (Koeleria biebersteinii) — вид квіткових рослин з родини злакових.

## Морфологічна характеристика
Багаторічник. Стикові піхви потовщені, утворюючи цибулину. Стебло колінчасто висхідне, 25–75 см; міжвузля дистально запушені. Листові піхви на поверхні голі. Листові пластинки закручені 1.5–2.5 мм ушир; поверхня гола. Суцвіття — довгаста, 4–10 см волоть. Колосочки поодинокі, обернено-яйцеподібні, стиснуті збоку, 5.5–7.5 мм, складаються з 2 родючих квіточок. Колоскові луски схожі, блискучі, 1-кілеві, верхівки гострі; нижня ланцетна, 0.9 довжини верхньої; верхня довгаста, 1 довжина суміжної родючої леми. Родюча лема довгаста, 4.5–6 мм, блискучі, кілеві, поверхня гола, верхівка гостра. Пиляків 3, жовті. Зернівка 3–3.5 мм завдовжки.
Квітне у травні й червні.

## Поширення
Ендемік Криму, Україна.
Росте на щебеневих схилах — у Криму, зрідка.